# Passail
Passail osztrák mezőváros Stájerország Weizi járásában. 2018 januárjában 4261 lakosa volt. 

## Elhelyezkedése

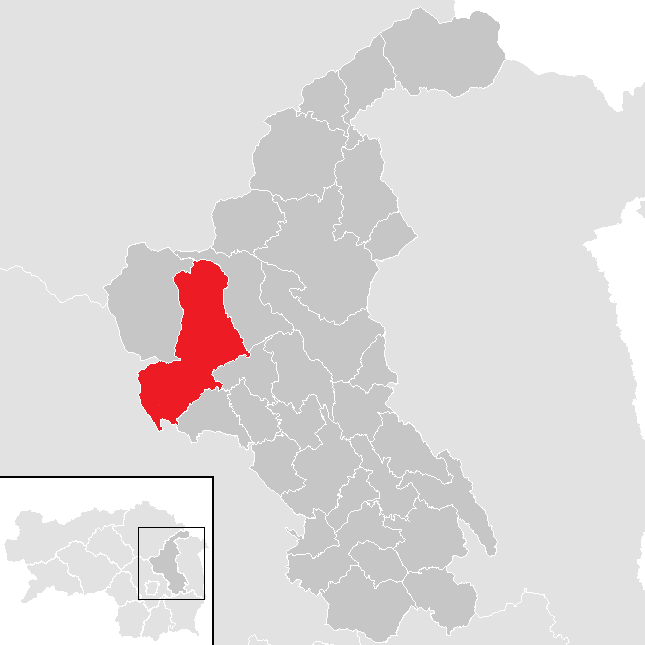
Passail a Weizi járásban

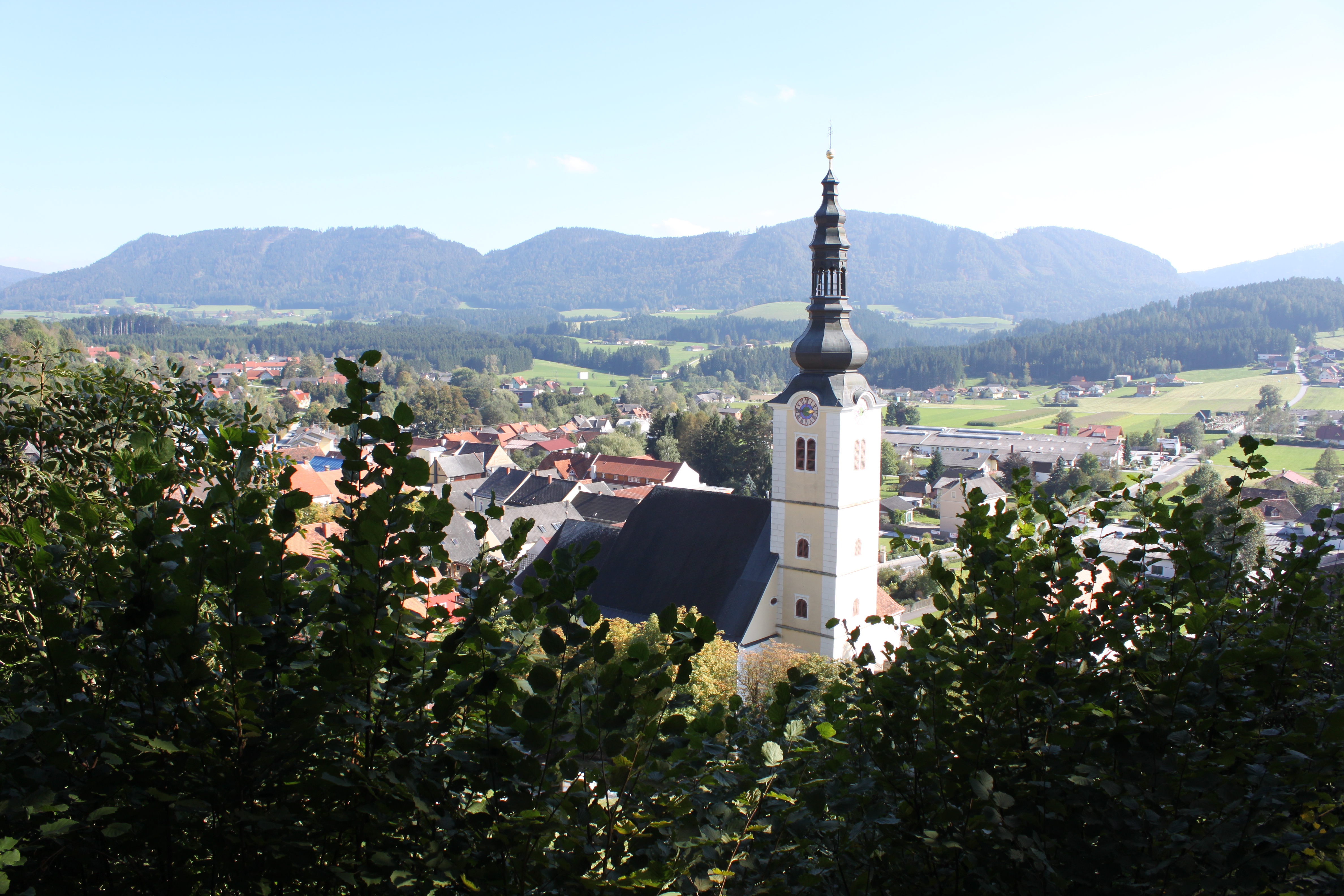
A Szt. Vitus-plébániatemplom

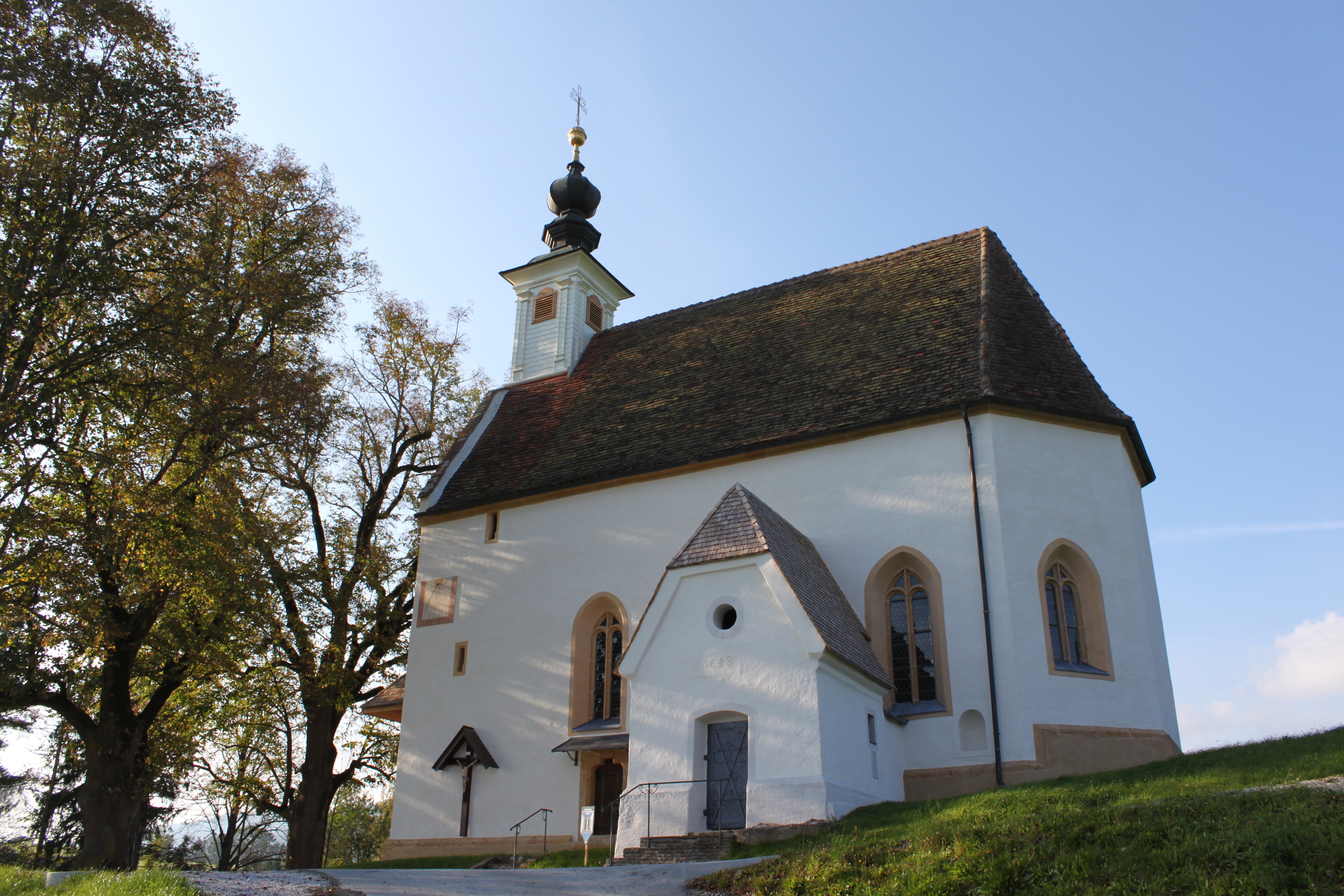
A Szt. Anna-templom

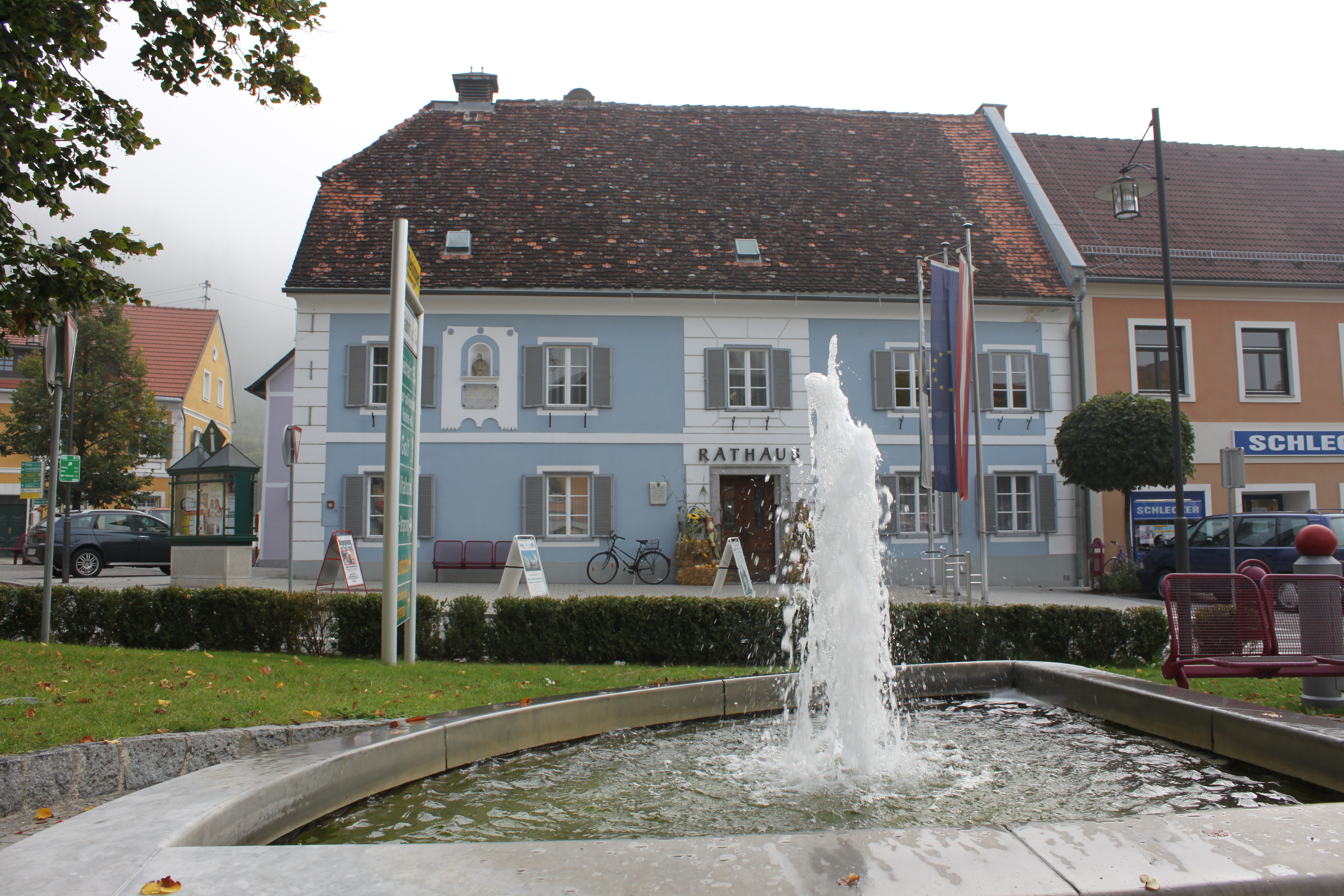
A városháza

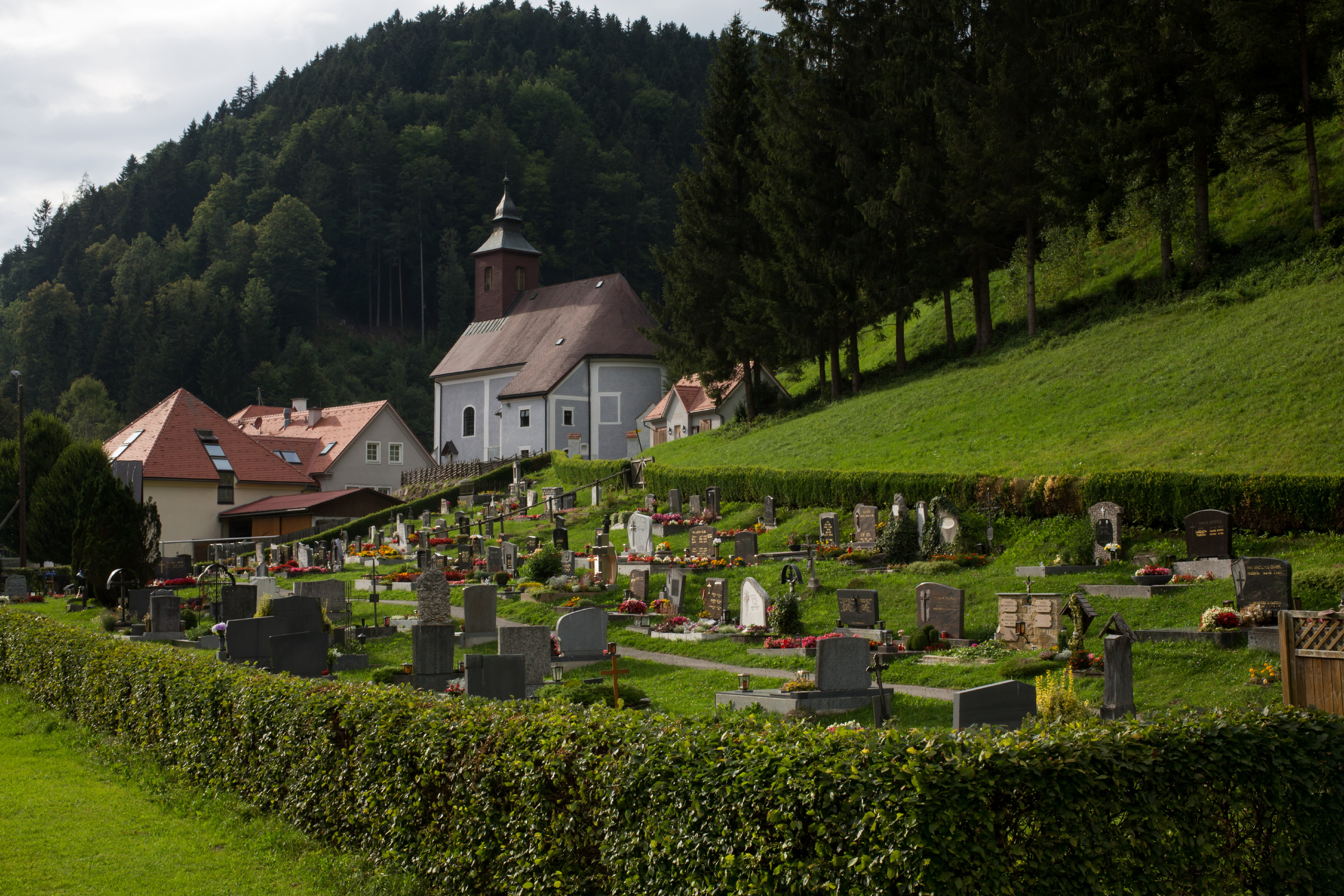
Az arzbergi Szt. Jakab-templom

Passail a Grazi-hegyvidéken fekszik a Passaili-medence középső részén, kb 30 km-re északkeletre Graztól. Területén ered a Rába. Keleti határát a Weizbach folyó alkotja. Az önkormányzat 12 települést egyesít: Amstein (91 lakos 2018-ban), Arzberg (503), Auen (219), Hart (205), Haufenreith (284), Hintertober (13), Hohenau an der Raab (492), Krammersdorf (276), Oberneudorf (238), Passail (1488)
Tober (289) és Unterneudorf (163).
A környező önkormányzatok: északnyugaton Fladnitz an der Teichalm, északkeleten Sankt Kathrein am Offenegg, keleten Naas, délkeleten Gutenberg-Stenzengreith, délre Sankt Radegund bei Graz, délnyugatra Semriach.

## Története
Az ember legkorábbi nyoma Passail területén egy i.e 3000-ből származó kőbalta. A római időkben feltehetően egy kisebb település állt a mai várostól délnyugatra: itt több faragott követ találtak. Egyikük ma a plébánia falába beépítve látható. A népvándorlás korának végén szlávok telepedtek meg a térségben, Passail neve is feltehetően szláv eredetű (po sze(d)lo, "a falunál"). Templomát is Szt. Vitusnak, a szlávok védőszentjének szentelték. A 12. században nagy számú bajor telepes érkezett a Passaili-medencébe, különösen miután a Stubenbergek megörökölték a térséget és 1200 jobbágyot hozattak ide. 
Passail első említése 1230-ból származik, egyik polgára, egy bizonyos Herbort von Pozile tanúként szerepel egy adománylevélen. A település mellett állt Passail vára, a hasonló nevű lovagi nemzetség székhelye. Passailra 1328-ban már mint vásártartási joggal bíró mezővárosra hivatkoznak. A Stubenbergek a birtok egyes részeit egyházi adományként a seckaui püspökségnek adták át. 1420-ban a mezővárost kettéosztották. Nyugati felét Ulrich von Stubenberg, a keletit Friedrich von Stubenberg kapta. 
1328-ban még csak 38 polgára volt Passailnak, 1527-ben viszont már 70 házat számláltak össze. A 16. században a lakosság lecsökkent, így eg kézben nagyobb földbirtokok koncentrálódhattak. A 17. században a polgárok néhány kisebb földterületek gyarapították a város birtokait, de 1800-ig alig növekedett a házak száma. Nagyobb népességgyarapodásra a 19. században került sor.   
Az 1848-as bécsi forradalom után Passailban is megalakult a települési önkormányzat, polgármestert és tanácsot választottak. Miután 1938-ban Ausztria csatlakozott a Német Birodalomhoz, Passail a Stájerországi reischsgauhoz tartozott. A második világháború után a brit megszállási zónába került. 
A 2015-ös stájerországi közigazgatási reform során a szomszédos Arzberg, Hohenau an der Raab és Neudorf bei Passail községeket Passailhoz csatolták.

## Lakosság
A passaili önkormányzat területén 2018 januárjában 4261 fő élt. A lakosságszám 2001 óta (akkor 4496 fő) csökkenő tendenciát mutat. 2015-ben a helybeliek 96,1%-a volt osztrák állampolgár; a külföldiek közül 1,1% a régi (2004 előtti), 0,9% az új EU-tagállamokból érkezett. 0,3% a volt Jugoszlávia (Szlovénia és Horvátország nélkül) vagy Törökország, 1,7% egyéb országok polgára. 2001-ben a lakosok 96,5%-a római katolikusnak, 1,2% evangélikusnak, 1% pedig felekezeten kívülinek vallotta magát. Ugyanekkor 3 magyar élt a mezővárosban.  

## Látnivalók
- a Szt. Vitus-plébániatemplom
- a plébánia a falába épített római kővel
- az 1653-as építésű volt Pálmakápolna, ma világháborús emlékmű
- a Lindenbergi Szt. Anna-templom
- Arzberg Szt. Jakab-plébániatemploma
- a Mária-oszlop a főtéren
- a 17. században épült volt szegényház, ma városi könyvtár

## Fordítás
- Ez a szócikk részben vagy egészben  a   Passail című német Wikipédia-szócikk ezen változatának fordításán alapul.  Az eredeti cikk szerkesztőit annak laptörténete sorolja fel. Ez a jelzés csupán a megfogalmazás eredetét és a szerzői jogokat jelzi, nem szolgál a cikkben szereplő információk forrásmegjelöléseként.